# Lüerte
Lüerte ist ein Ortsteil der Stadt Wildeshausen im niedersächsischen Landkreis Oldenburg.

## Geographie
Die 174 Einwohner zählende Bauerschaft Lüerte liegt etwa 3 km südwestlich des Wildeshauser Stadtzentrums und grenzt südlich an die nach Visbek führende Landesstraße 873. Sie gehört zu der das Kerngebiet umgebenden sogenannten Landgemeinde Wildeshausen.
Durch Lüerte fließt die Brookbäke, ein linker Nebenfluss der Hunte.

## Vereine
- Trecker-Veteranen-Club Lüerte[2]
- Schützenverein Lüerte-Holzhausen e.V.[3]